# Сулимова, Мария Леонтьевна
Мария Леонтьевна Сулимова (1881—1969) — участница революционного движения в России и Первой русской революции.

## Биография
М. Л. Сулимова родилась 15 июля 1881 года городе Николаеве Херсонской губернии в семье токаря и портнихи.
В 1901 году она поступила машинисткой на Черноморский механический и литейный завод, а с 1904 года трудилась на заводе в городе Санкт-Петербург. В 1905 году Мария Леонтьевна стала членом Коммунистической партии Советского Союза. Она занималась партийной подпольной работой, получила партийную кличку «Магда».
В годы Первой русской революции Сулимова была членом «Боевой технической группы» при Центральном Комитете Российской Социал-Демократической Рабочей Партии, после чего работала в Киеве и Петербурге.
В июне 1917 года она участвовала в подготовке и проведении Всероссийской конференции фронтовых и тыловых военных организаций РСДРП (б). После Июльского восстания 1917 года в квартире у Сулимовой М. Л. на протяжении двух дней скрывался Владимир Ильич Ленин. С августа 1917 года она работала в аппарате ЦК РСДРП (б). С сентября 1917 года Мария Леонтьевна перешла в Секретариат ЦК РСДРП(б), где вела дела канцелярии.
После Февральской буржуазно-демократической революции 1918 года 31 марта Мария Леонтьевна стала техническим секретарём Петербургского комитета Российской социал-демократической рабочей партии (большевиков), а также трудилась в Военной организации при ЦК РСДРП (б). В 1919—1927 годах она работала в аппарате Народного комиссариата по военным делам РСФСР, в управлении Государственной экспортно-импортной конторы РСФСР, а также в Московском комитете Всесоюзной коммунистической партии большевиков.
С 1927 года Сулимова М. Л. была редактором издательств «Московский рабочий», «Известия», Народного комиссариата по военным и морским делам СССР. В 1936—1938 годах она работала в политическом отделе разведывательного управления Народного комиссариата обороны СССР. С 1939 года Мария Леонтьевна участвовала в партийной и научной работе, работала научным консультантом и учёным секретарём Дома учёных Академии наук СССР. В 1950 году она вышла на пенсию.
Сулимова Мария Леонтьевна умерла в 1969 году в Москве. Похоронена на Новодевичьем кладбище.

## Награды
- Орден Трудового Красного Знамени (14.07.1961)[2]
- Медаль «За оборону Москвы» (01.05.1944)[3]
- Медаль «За доблестный труд в Великой Отечественной войне 1941—1945 гг.» (06.06.1945)[3]
- Медаль «В память 800-летия Москвы» (20.09.1947)[3]
- Медаль «В память 250-летия Ленинграда» (16.05.1957)[3]